# Staatsmeisterschaft von Pernambuco (Frauenfußball)
Die Staatsmeisterschaft von Pernambuco für Frauenfußball (portugiesisch Campeonato Pernambucano de Futebol Feminino) ist die seit 1998 von der Federação Pernambucana de Futebol (FPF) ausgetragene Vereinsmeisterschaft im Frauenfußball des Bundesstaates Pernambuco in Brasilien.
Über die Staatsmeisterschaft wird seit 2007 die Qualifikation für die Copa do Brasil Feminino und seit 2017 für die brasilianischen Meisterschaft der Frauen entschieden, zuerst für deren zweite Liga (Série A2) und seit 2021 für die dritte Liga (Série A3).

## Meisterschaftshistorie

### Ehrentafel der Gewinner
| 0 | 10 Titel | Sport Recife (Recife)                      |
| 0 | 08 Titel | Acadêmica Vitória (Vitória de Santo Antão) |
| 0 | 04 Titel | Náutico Capibaribe (Recife)                |

### Chronologie der Meister
| Saison                                           | Meister            | Vizemeister        | Torschützenkönigin                                                                                     |       |
| ------------------------------------------------ | ------------------ | ------------------ | --- | ----- |
| 1999                                             | Sport Recife       | Santa Cruz FC      | ? |       |
| 2000                                             | Sport Recife       | ?                  | ? |       |
| Kein Meisterschaftswettbewerb von 2001 bis 2004. |                    |                    | |       |
| 2005                                             | Náutico Capibaribe | Santa Cruz FC      | ? |       |
| 2006                                             | Náutico Capibaribe | ?                  | ? |       |
| 2007                                             | Sport Recife       | Náutico Capibaribe | ? |       |
| 2008                                             | Sport Recife       | Barreirense FC     | ? |       |
| 2009                                             | Sport Recife       | Náutico Capibaribe | ? |       |
| 2010                                             | Acadêmica Vitória  | Náutico Capibaribe | ? |       |
| 2011                                             | Acadêmica Vitória  | Sport Recife       | ? |       |
| 2012                                             | Acadêmica Vitória  | Sport Recife       | Ketlen Wiggers (Acadêmica Vitória; 19)                                                                 |       |
| 2013                                             | Acadêmica Vitória  | Sport Recife       | Carol Baiana (Acadêmica Vitória; 35)                                                                   | [ 1 ] |
| 2014                                             | Acadêmica Vitória  | Sport Recife       | ? |       |
| 2015                                             | Acadêmica Vitória  | Náutico Capibaribe | ? |       |
| 2016                                             | Acadêmica Vitória  | Jóias Raras        | Juliana Regina (Acadêmica Vitória; 12)                                                                 |       |
| 2017                                             | Sport Recife       | Acadêmica Vitória  | Paloma Nair (Acadêmica Vitória; 10) Juliana Lima (Sport Recife; 10) Ana Clara (Náutico Capibaribe; 10) |       |
| 2018                                             | Sport Recife       | Náutico Capibaribe | Ottilia Grassetti (Sport Recife; 13)                                                                   |       |
| 2019                                             | Acadêmica Vitória  | Sport Recife       | Thayslane (Sport Recife; 6)                                                                            |       |
| 2020                                             | Náutico Capibaribe | Sport Recife       | Nadine (Náutico Capibaribe; 15)                                                                        |       |
| 2021                                             | Náutico Capibaribe | Sport Recife       | Layza Brum (Sport Recife; 9)                                                                           | [ 2 ] |
| 2022                                             | Sport Recife       | Náutico Capibaribe | Layza Brum (Sport Recife; 10)                                                                          | [ 3 ] |
| 2023                                             | Sport Recife       | Náutico Capibaribe | Ísis (Sport Recife; 17)                                                                                | [ 4 ] |
| 2024                                             | Sport Recife       | Ipojuca AC         | Ísis (Sport Recife; 22)                                                                                | [ 5 ] |